# Glinzig
Glinzig, niedersorbisch Glinsk, ist ein Ortsteil der Gemeinde Kolkwitz im Landkreis Spree-Neiße in Brandenburg. Bis zur Eingemeindung am 6. Dezember 1993 war Glinzig eine eigenständige Gemeinde.

## Lage
Glinzig liegt in der Niederlausitz, jeweils rund neun Kilometer südöstlich von Vetschau und westlich von Cottbus. Umliegende Ortschaften sind Dahlitz im Norden, Kolkwitz im Osten, Kackrow im Südwesten, Limberg im Westen und Kunersdorf im Nordwesten. Ein Teil des Wohnplatzes Putgolla sowie der Wohnplatz Koselmühle liegen in der Gemarkung von Glinzig.
Glinzig liegt südlich der Landesstraße 49 (ehemalige Bundesstraße 115) und nördlich der Bahnstrecke Halle–Cottbus. Im südlichen Gemarkungsteil liegt die Bundesautobahn 15. Im Osten der Gemarkung des Ortes liegt die Kolkwitzer Teichlandschaft, außerdem fließen der Priorgraben und das Koselmühlenfließ durch den Ort.

## Geschichte
Der Ort Glinzig wurde im Jahr 1363 mit der Schreibweise Glynczk erstmals urkundlich erwähnt. Der Ortsname geht auf das sorbische Wort glina zurück und bezeichnet einen Ort auf lehmigem Boden. Ab dem 15. Jahrhundert gehörte Glinzig zur Herrschaft Cottbus und war somit Teil einer markbrandenburgischen Exklave innerhalb der böhmischen Kronländer und später des Kurfürstentums Sachsen. Im Jahr 1627 wurde Glinzig von Truppen des Heerführers Wallenstein überfallen und teilweise in Brand gesetzt. Dabei wurden große Teile des Ortes beschädigt.
Mit dem Vorfrieden von Breslau und dem Frieden von Berlin kam die Herrschaft Cottbus im Jahr 1742 an das Königreich Preußen. 1806 musste Preußen das Herrschaftsgebiet mit dem Dorf Glinzig an das Königreich Sachsen abtreten. Im Jahr 1809 hatte der Ort 32 Feuerstellen (= Wohnhäuser) und 173 Einwohner. Zu Glinzig gehörte damals das Vorwerk Filcherhof. Von den Haushalten waren neun Ganzbauern, sieben Kossäten, 18 Büdner sowie ein Schmied und ein Müller. Kirchlich gehörte Glinzig zu Kolkwitz. Nach der auf dem Wiener Kongress beschlossenen Teilung Sachsens wurde Glinzig wieder preußisch. Bei der Gebietsreform im folgenden Jahr kam der Ort zum Kreis Cottbus im Regierungsbezirk Frankfurt der Provinz Brandenburg.

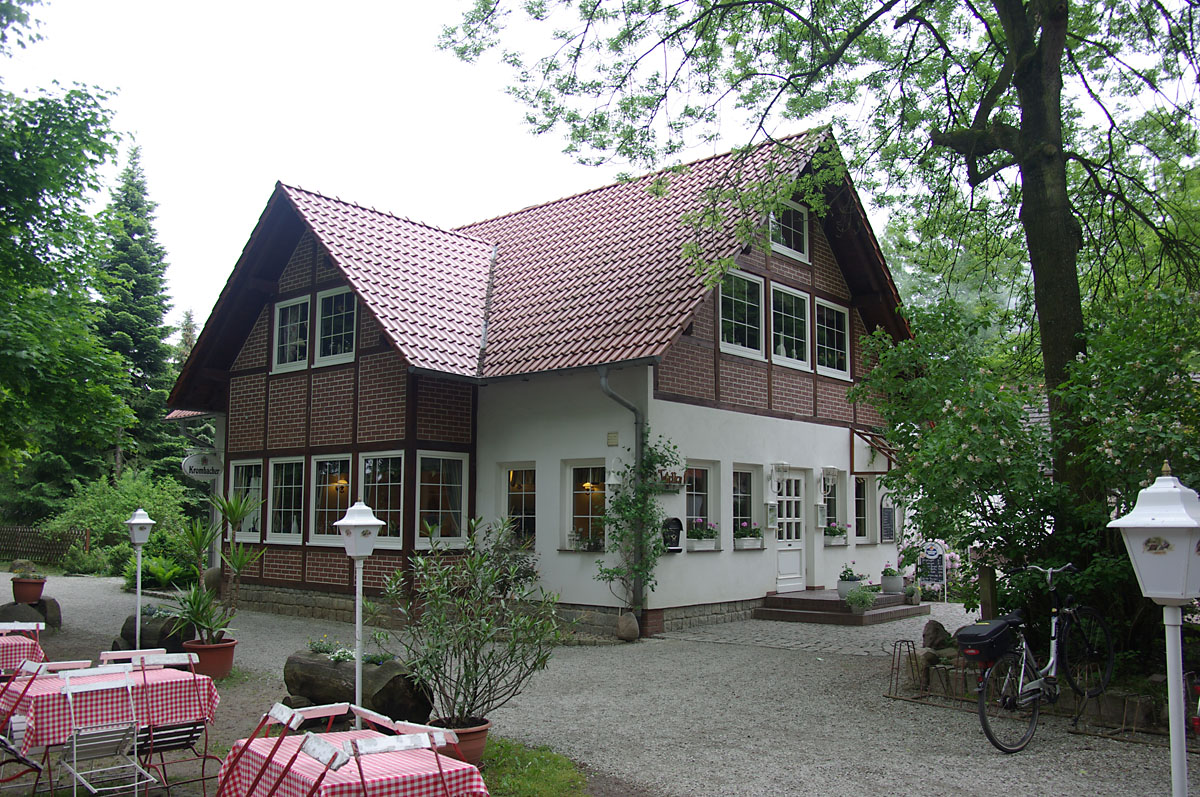
Koselmühle

Laut der Topografisch-statistischen Übersicht des Regierungsbezirks Frankfurt a.d.O. aus dem Jahr 1844 hatte Glinzig zu dieser Zeit 47 Wohngebäude, 239 Einwohner und war dem Rentamt Cottbus angehörig. 1867 hatte die gesamte Landgemeinde Glinzig 336 Einwohner, davon lebten 318 Einwohner in Glinzig und 18 Einwohner in der Siedlung Koselmühle. Zum Ort Glinzig gehörten elf ausgebaute Gehöfte und eine Chausseegeld-Hebestelle an der Straße von Lübbenau nach Cottbus. Ende des 19. Jahrhunderts war Glinzig noch ein stark sorbischsprachig geprägtes Dorf. Von den 388 Einwohnern, die Arnošt Muka für seine Statistik über die sorbische Bevölkerung in der Lausitz ermittelte, waren ausnahmslos alle Sorben. Bei der Volkszählung zum 1. Dezember 1910 hatte die Landgemeinde Glinzig 365 Einwohner. Bis 1933 stieg die Einwohnerzahl von Glinzig auf 387, nach dem Ende des Zweiten Weltkrieges hatte Glinzig, bedingt durch Flüchtlinge aus den ehemals deutschen Ostgebieten, zeitweise 470 Einwohner.
Bei der DDR-Kreisreform am 25. Juli 1952 kam die Gemeinde Glinzig zum neu gebildeten Kreis Cottbus-Land im Bezirk Cottbus. Währenddessen ging der Gebrauch der sorbischen Sprache im Ort zurück, im Jahr 1956 hatten laut Ernst Tschernik nur noch 18 % der Einwohner Sorbischkenntnisse. Heute ist die sorbische Sprache völlig aus dem Alltagsgebrauch verschwunden. Nach der Wiedervereinigung lag Glinzig im Landkreis Cottbus im Bundesland Brandenburg. Zeitgleich mit der Kreisreform am 6. Dezember 1993 wurde Glinzig nach Kolkwitz eingemeindet. Der Ort gehört seitdem zum Landkreis Spree-Neiße. 1995 wurde im Zuge der Landesgartenschau in Cottbus eine gläserne Kirche gebaut, die zum Kirchenkreis Cottbus gehört.

## Bevölkerungsentwicklung
| 1875 | 379 | 1939 | 574 | 1981 | 327 |
| 1890 | 396 | 1946 | 470 | 1985 | 285 |
| 1910 | 365 | 1950 | 480 | 1989 | 284 |
| 1925 | 364 | 1964 | 382 | 1992 | 272 |
| 1933 | 387 | 1971 | 359 |      |     |